# Pauvreté spirituelle
La pauvreté spirituelle est définie comme une vertu évangélique (à ne pas confondre avec la pauvreté évangélique) issue de la béatitude « Bienheureux les pauvres en esprit, car le Royaume des cieux est à eux ! » (Mt 5,3). Cette vertu, associée à la promesse du Royaume des cieux, a été abordée par de nombreux auteurs chrétiens. Si le catéchisme de l'Église catholique indique qu'elle concerne les personnes qui se reconnaissent par « leur qualité de cœur, purifié et éclairé par l’Esprit », de nombreux auteurs chrétiens ont cherché à préciser le sens de cette pauvreté et ce qu'il fallait faire pour l'obtenir. Ainsi, cette « pauvreté dans l’esprit » s'obtient, d'après ces auteurs, par une humilité volontaire face à Dieu, un accueil libre et joyeux de ses faiblesses (morales, physiques, psychologiques), une attention tournée vers Dieu et vers l'autre. C'est aussi un chemin de dépouillement de toutes les « richesses intérieures, les dons reçus de Dieu », un renoncement aux consolations et grâces spirituelles que Dieu veut nous donner. Ce renoncement, cet appauvrissement, libre et joyeux est associé, pour les chrétiens, à la promesse de posséder le Royaume des cieux, et donc de « jouir de la présence de Dieu » ; ce bonheur étant possible, d'après certains auteurs[Lesquels ?], « dès à présent ».

## Interprétations

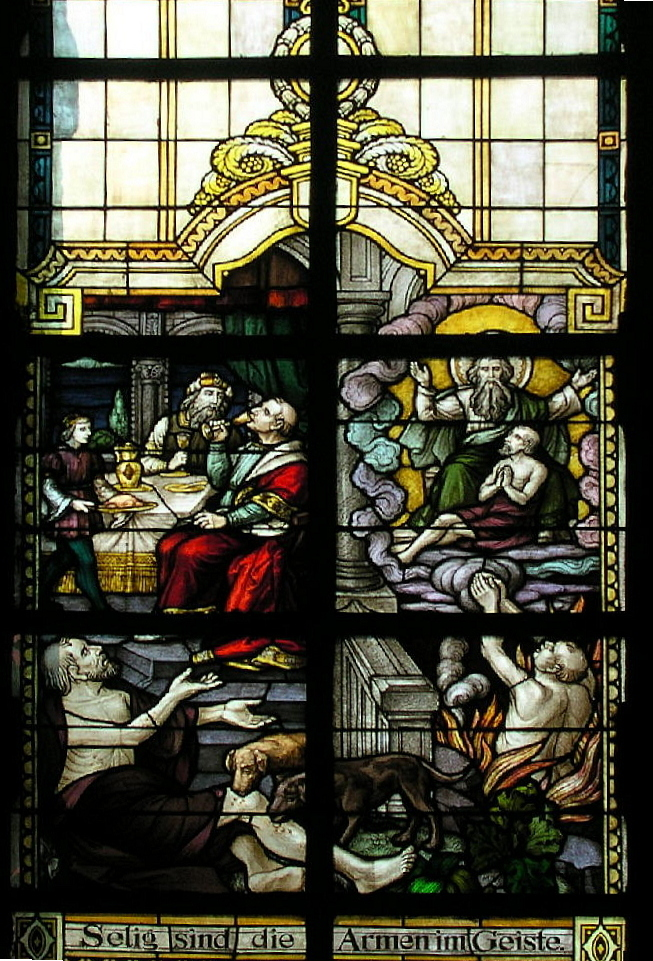
Heureux les simples d'esprit, Vitrail de Trittenheim, St. Clemens.

La notion de pauvreté spirituelle trouve sa racine dans les Béatitudes, dans l'évangile de Matthieu :
« Bienheureux les pauvres en esprit, car le Royaume des cieux est à eux ! » (Mt 5,3).
On doit écarter d’emblée l’interprétation simpliste et ancienne des Ébionites selon laquelle ceux qui sont dépourvus de lumières intellectuelles seraient assurés de posséder le bonheur éternel. La traduction des cinq premiers mots de cette proposition fait difficulté et a donné lieu à diverses interprétations et controverses, d’autant que les commentaires prennent trop souvent pour point de départ la Vulgate, écrite en latin. Il faut se reporter à l’original en grec, sans perdre de vue qu’il existe au-dessous un substrat araméen.  
Traduction du grec ancien
Selon Hubert Pernot, spécialiste de la langue grecque, il faut traduire : « Bienheureux ceux qui sont dans le besoin de l’Esprit, car c’est à eux qu’est le royaume des cieux » : c’était déjà ainsi que Tertullien comprenait cette phrase. L’esprit dans ce cas est l’Esprit Saint, ce que le texte original n’interdit pas. Cependant en grec, cette phrase est du type nominal bien connu : l’adjectif en tête (« Bienheureux », grec ancien : μακάριοι) est en position attributive et le verbe « être » est sous-entendu ; cette construction autorise donc un sens tout autre et très clair : « Les pauvres sont bienheureux par l’esprit ». Le contexte de ce verset implique une opposition entre les pauvres et les autres, c’est-à-dire les lettrés et les Gentils, tous ceux que le Christ appelle « les scribes et les pharisiens ». L’opposition est également marquée entre l’idée de dénuement et la possession : les pauvres ne sont démunis qu’en apparence, car ils sont possesseurs de la vraie richesse, qui est le royaume des cieux.
Interprétation sémitique
Les textes hébreux découverts à Qumrân, au bord de la Mer Morte, mentionnent le terme anawim, que nous traduisons par « pauvres ». Cet arrière-plan araméen ou sémitique des Évangiles désigne étymologiquement des gens « courbés, humiliés » ; ainsi, les « pauvres en esprit » seraient les humbles ; la pauvreté spirituelle, dans l'évangile de Mathieu, ferait référence à une attitude du cœur du fidèle dans sa relation à Dieu; à l’inverse, la pauvreté spirituelle évoquée dans le récit des Béatitudes de l'évangile de Luc : « Heureux, vous qui êtes pauvres, car le royaume de Dieu est à vous ! » (Lc 6,20), ce verset ferait plutôt référence à une pauvreté matérielle : le mot « pauvres » désignerait chez saint Luc des indigents, des malheureux qu’il faut secourir en leur faisant l’aumône. 
L’attitude d’humilité est reprise dans le catéchisme de l'Église catholique, qui indique que les « pauvres spirituels » se reconnaissent par « leur qualité de cœur, purifié et éclairé par l’Esprit », ce sont eux qui formeront le « peuple bien disposé » pour Dieu. Le catéchisme ajoute que Jésus appelle « pauvreté dans l’esprit » l’humilité volontaire d’un esprit humain et son renoncement ; et saint Paul, dans son épître, donne en exemple la pauvreté de Dieu quand il dit : « Il s’est fait pauvre pour nous » (2Co 8,9). 
Interprétations modernes
Bossuet fournit une explication qui est en accord avec l’interprétation la plus courante parmi les modernes. Pour lui, l’esprit est celui des pauvres eux-mêmes. Il écrit dans ses Méditations sur l’Évangile : « Bienheureux sont les pauvres d’esprit, c’est-à-dire non seulement ces pauvres volontaires qui ont tout quitté pour suivre Jésus-Christ, et à qui il a promis le centuple dans cette vie et dans la vie future, la vie éternelle, mais encore tous ceux qui ont l’esprit détaché des biens de la terre ; ceux qui sont effectivement dans la pauvreté sans murmure et sans impatience, qui n’ont pas l’esprit des richesses, le faste, l’orgueil, l’injustice, l’avidité insatiable de tout tirer à soi. » Cette interprétation rejoint celle du Père Alfred Durand, s.j., qui traduit : « Heureux les pauvres en esprit. » La meilleure traduction pourrait donc être celle du chanoine Émile Osty : « Heureux ceux qui ont une âme de pauvre. »
De l’interprétation à la pratique
Si sœur Lise Marsan définit la pauvreté spirituelle comme « nos refus d’aimer, nos péchés, notre cœur fermé… », elle précise le sens du mot « pauvre » comme « celui qui est conscient d’un vide et qui se tourne vers Dieu ». Ainsi, pour elle, « les pauvres en esprit sont les personnes qui se courbent intérieurement, qui se soumettent totalement à Dieu pour puiser en lui leur force ». C'est aussi toute personne normale qui vit sa réalité d’être humain, son humanité avec ses besoins : « Le pauvre, c’est la personne qui, plongée dans la douleur et sous la lumière de Dieu, prend conscience de ce que signifie être créature et non créateur. Le pauvre, c’est la personne qui se sait ou se sent malade ou vieillissant, faible, vulnérable, petit, qui l’accueille avec tout ce que la pauvreté comporte de solitude, d’incapacité et qui l’accepte… ».
Le père Marie-Eugène de l'Enfant-Jésus indique un « chemin de dépouillement » : le pauvre en esprit doit devenir pauvre de « toutes les richesses naturelles et surnaturelles, tous les biens naturels, intellectuels et spirituels en dehors de Dieu lui-même ». C'est ce que disait avant lui Jean de la Croix, dans son livre La Montée du Carmel : « La pauvreté spirituelle, la nudité sensitive consiste à se passer volontiers de tout appui, de toute consolation perceptible, tant pour l'intérieur que pour l'extérieur. ». Mais il écrit aussi : « En éteignant toute joie vaine prise dans les œuvres, on obtient la pauvreté d'esprit ».
Dans son Cantique Spirituel et dans la Vive Flamme d'Amour, il précise que l'âme doit se dépouiller de toutes les consolations, les joies spirituelles que Dieu donne pour devenir pauvre en esprit.
Enfin, Thérèse de Lisieux, indique que le désir de cette pauvreté ne suffit pas, elle ajoute dans une de ses lettres qu'en plus de ce désir de pauvreté, il faut aimer cet état de pauvreté :
« Il faut consentir à rester pauvre et sans force et voilà le difficile car « le véritable pauvre d'esprit où le trouver ? Il faut le chercher bien loin » a dit le psalmiste. Il ne dit pas qu'il faut le chercher parmi les grandes âmes, mais « bien loin », c'est-à-dire dans la bassesse, dans le néant ». Et elle termine en disant : « Ah ! Restons donc bien loin de tout ce qui brille, aimons notre petitesse, aimons à ne rien sentir, alors nous serons pauvres d'esprit et Jésus viendra nous chercher, si loin que nous soyons il nous transformera en flammes d'amour ».

## Conséquences
Pour sœur Lise, « seul le pauvre d’esprit peut aimer, car pour aimer il faut avoir besoin de l’autre. Être pauvre, c’est être dans un état de réceptivité… comme quelqu’un qui prend un bain de soleil… La pauvreté radicale arrache la personne à tout ce qui fait obstacle au don total de l’amour. Cette pauvreté est ouverture à l’envahissement… et ça fait peur… s’il fallait que Dieu m’envahisse, que les autres m’envahissent… et pourtant cette disposition conduit à la liberté intérieure. Le vrai pauvre n’est jamais aigri quand il tend la main ».
Pour le père Marie-Eugène de l'Enfant-Jésus, la vertu de pauvreté spirituelle permet de purifier la vertu théologale d'espérance, il dit : 
« C'est dans la pauvreté spirituelle que l'espérance trouve sa pureté qui fait sa perfection. Seule la pauvreté spirituelle peut assurer la perfection de l'espérance. L'espérance est obtenue par l'élimination de tout le reste, par ce dégagement souverain qu'est la pauvreté spirituelle. ». À ce sujet il cite saint Jean de la Croix : « Moins l'âme possède les autres choses, plus elle a de capacité et d'aptitude pour espérer ce qu'elle désire, et par conséquent plus elle a d'espérance.[…] Plus la mémoire se dépouille et plus elle acquiert d'espérance ; par la suite, plus elle a d'espérance et plus elle est unie à Dieu. Car plus une âme espère en Dieu, plus elle obtient de Lui. »

## «Le royaume des cieux»

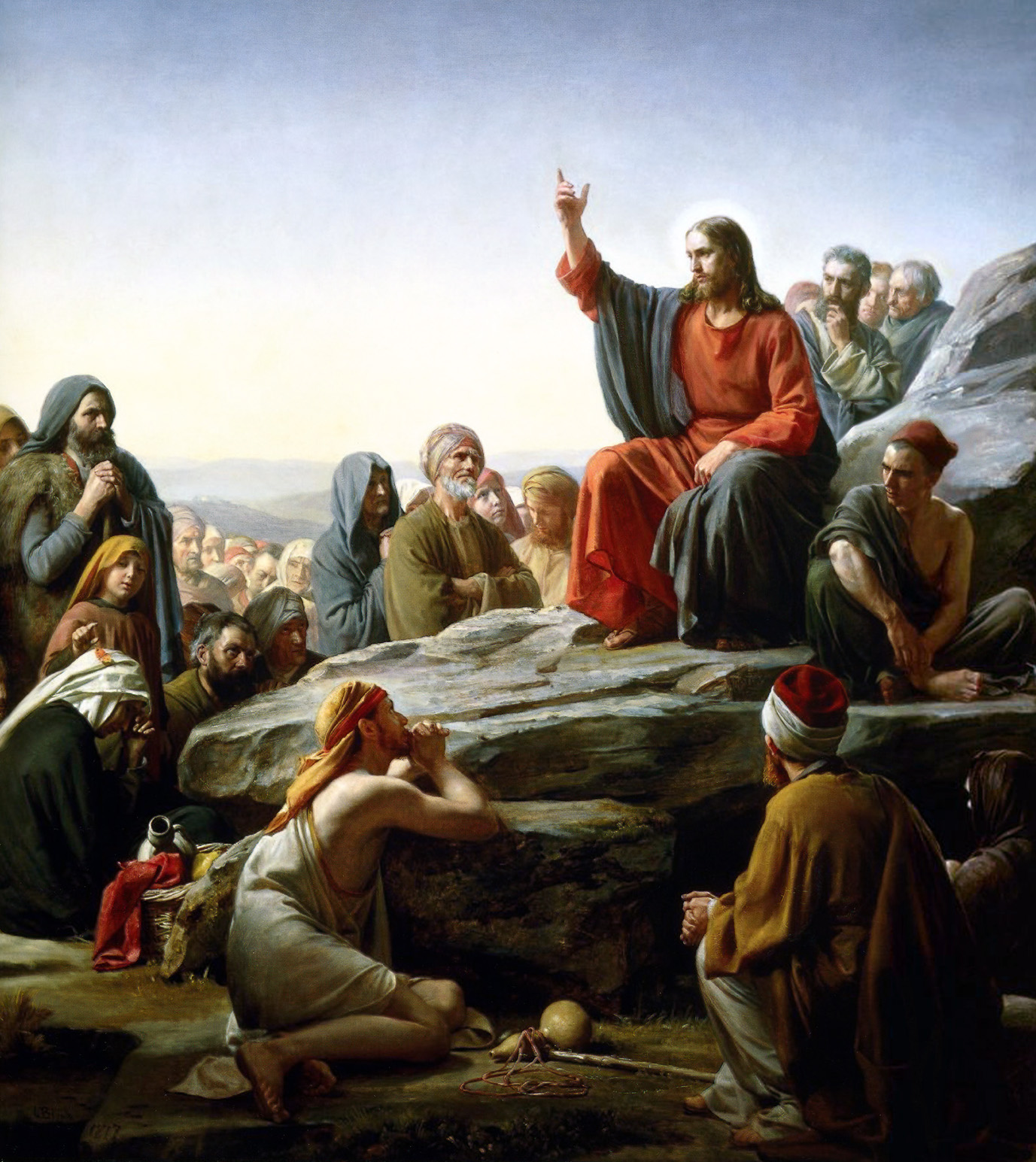
Le Sermon de la montagne par Carl Heinrich Bloch, 1890.

Le catéchisme de l’Église catholique reprend le verset des béatitudes et indique que « le Royaume des cieux, objet de la promesse faite à David sera l’œuvre de l'Esprit-Saint ; il appartiendra aux pauvres selon l’Esprit ». Il précise que ce
« Royaume appartient aux pauvres et aux petits, c’est-à-dire à ceux qui l’ont accueilli avec un cœur humble ». Le catéchisme ajoute que le terme « bienheureux » « révèle un ordre de félicité et de grâce, de beauté et de paix », ainsi que la joie des pauvres qui possèdent déjà, dès aujourd'hui, le Royaume. Enfin, si Jésus « se lamente sur les riches, [c'est] parce qu’ils trouvent dans la profusion des biens leur consolation ». 
Et le catéchisme conclut : « L’abandon à la Providence du Père du Ciel libère de l’inquiétude du lendemain. La confiance en Dieu dispose à la béatitude des pauvres : "Ils verront Dieu" ».
Pour sa part, le père Marie-Eugène ajoute : « C'est bien à cette pauvreté, qui n'attend plus que Dieu, qu'est promis, en effet, le royaume de Dieu. Seul le sentier du rien, qui est dénuement total, parfait détachement et pauvreté absolue, conduit au tout qui est Dieu et en assure la possession. » Reprenant une citation de Jean de la Croix, il ajoute : « C'est quand elle [l'âme] est parfaitement dépouillée de tout, qu'elle jouit parfaitement de la possession de Dieu et est unie à Dieu. ».
Le père Mas Arrondo, dans son livre Toucher le Ciel indique que, dans les 5e demeures« on commence à jouir amplement du ciel sur la terre. Beaucoup plus de personnes y vivent qu'on ne peut le penser ». Et « Chacun reçoit en gage, à l'intérieur de lui-même, le royaume de Dieu. C'est un don gratuit accordé par Dieu le Père ».

## Citations
- Catherine de Sienne, citant une parole de Dieu : « Tu n'es rien, Je suis tout. »
- Saint Augustin : « L’orgueilleux cherche la puissance terrestre, tandis que le pauvre en esprit recherche le Royaume des Cieux »[26].
- « Le vrai pauvre, disciple de Jésus Christ, est toujours tenté de dire MERCI quand il donne… Le pauvre est celui qui se fait un cœur accueillant à toute personne, un cœur neuf toujours prêt à s’étonner, à se laisser séduire »[6].
- « La pauvreté est une disposition de l’âme faite d’une disponibilité totale à Dieu parce qu’elle vient d’une humble conviction de sa misère spirituelle… j’ai des péchés, des faiblesses, je ne suis pas aussi bonne que je le voudrais… mais Dieu est là… il m’attend… Le pauvre a mis tout son espoir dans le Seigneur. Être pauvre, c’est être avide de recueillir ce que Dieu dispense quand on se fait capacité d’accueil… »[6].
- « Ô ma bonne Mère, dites bien à Jésus que j'accepte la souffrance, le combat, la lutte, et que par vous je lui abandonne tout, sans désir de récompense, sans rien recevoir en retour »[27].